# Dosta je bilo
Dosta je bilo (DJB; in italiano È abbastanza) è un partito politico serbo, guidato dall'ex ministro dell'economia Saša Radulović.
L'Associazione Dosta je bilo è stata fondata da Radulović alla fine della sua breve carriera ministeriale il 27 January 2014 come Удружење „Доста је било”/Udruženje „Dosta je bilo”.
Il 2 febbraio 2014 Radulović ha annunciato che avrebbe partecipato alle elezioni parlamentari del 16 marzo 2014 con una propria lista. Il suo movimento Dosta je bilo ha ottenuto 74,973 voti (2.09%), rimanendo al di sotto della soglia di sbarramento del 5%. La sua lista era stata l'unica a pubblicare un programma elettorale consolidato con piani d'azione in diversi settori.
Alle elezioni parlamentari serbe del 2016 Dosta je bilo ha triplicato il suo sostegno e con il 6,02% dei voti ha ottenuto 16 seggi parlamentari.

## Elezioni parlamentari
| Anno | Voti    | %    | Seggi    | +/- Seggi | Note              |
| ---- | ------- | ---- | -------- | --------- | ----------------- |
| 2014 | 74.973  | 2,09 | 0 / 250  | Nuovo     | extraparlamentare |
| 2016 | 227.626 | 6,02 | 16 / 250 | 16        | opposizione       |
| 2020 | 73.973  | 2,30 | 0 / 250  | 16        | extraparlamentare |
| 2022 | 85.978  | 2,34 | 0 / 250  | Stabile   | extraparlamentare |